# تنهام بذار
«تنهام بذار» (به انگلیسی: Leave me Alone) نام هشتمین آهنگ منتشر شده از آلبوم بــد مایکل جکسون است که تنها در نسخه سی دی آلبوم منتشر شد و برنده یک جایزه گرمی برای موزیک ویدئو شده‌است. از نظر بین‌المللی، این ترانه موفقیت‌آمیز بود و در شماره یک و دو اسپانیا و انگلستان و در ده اثر برتر در نیوزیلند و ایتالیا قرار گرفت. این ترانه عموماً به خوبی توسط منتقدان موسیقی نقد شد. جکسون در این تک‌آهنگ، شایعات نادرست در رسانه‌ها مانند خرید استخوان‌های مرد فیل نما را مورد انتقاد قرار می‌دهد. با وجود این، جکسون ترانهٔ «تنهام بزار» را هرگز در تورهای جهانی‌اش اجرا نکرد.

## موزیک ویدئو
موزیک ویدئو این اثر، به کارگردانی جیم بلشفیلد و پل دینر و در اوایل سال ۱۹۸۹ منتشر شد. در اصل، این ویدئو یک پارک تفریحی شامل تصاویری از حیوانات و انسان‌هایی که صورت حیوان دارند را نشان می‌دهد. در این ویدئو تصاویری از بازیگر مشهور آمریکایی الیزابت تیلور، دوست نزدیک زندگی واقعی جکسون دیده می‌شود.
این ترانه نامزد چندین جایزه برای موزیک ویدئو خود شد. این اثر برنده جایزه گرمی برای بهترین موزیک ویدئو سال ۱۹۹۰ شد. همچنین شش بار نامزد بهترین موزیک ویدئو در جوایز موزیک ویدئوی ام‌تی‌وی سال ۱۹۸۹ شد.